# Marco Pedrotti
Marco Pedrotti (Bolzano, 18 febbraio 1956) è un ex cestista italiano.

## Carriera
Ha giocato in Serie A1 e Serie A2 dal 1976 al 1987. Ha giocato con la Synudyne Bologna, il Gira Bologna, il Basket Mestre, la Pallacanestro Brindisi, lo S.C.Montecatini, ed il Basket Brescia.
Ha debuttato in Serie A1 nel 1972. Nella sua carriera ha disputato 6 stagioni in Serie A1 (due a Bologna, una a Mestre, tre a Brescia) e 4 in serie A2, quando ha giocato in serie A2, lo ha fatto sempre con squadre poi promosse in A1.